# 米爾斯特里姆冰川
85°20′S 171°0′E / 85.333°S 171.000°E
米爾斯特里姆冰川（英語：Mill Stream Glacier）是南極洲的冰川，位於杜費克海岸，寬19公里，流經支持者山脈和奧特韋山，最終注入米爾冰川，由新西蘭探險隊命名。